# Donja Trešnjevica
Donja Trešnjevica (cyr. Доња Трешњевица) – wieś w Serbii, w okręgu szumadijskim, w gminie Topola. W 2011 roku liczyła 295 mieszkańców.